# Will Middlebrooks
William Middlebrooks (né le 9 septembre 1988 à Greenville, Texas, États-Unis) est un troisième but des Brewers de Milwaukee de la Ligue majeure de baseball.

## Carrière

### Red Sox de Boston
Will Middlebrooks est un choix de cinquième ronde des Red Sox de Boston en 2007. Avant la saison 2012, Middlebrooks se place au 51e rang des meilleurs espoirs du baseball professionnel selon Baseball America et il est le joueur appartenant aux Red Sox classé le plus haut dans ce palmarès.
Après avoir amorcé 2012 chez les Red Sox de Pawtucket, le club-école de niveau AAA de l'équipe de Boston, il reçoit un premier appel des majeures lorsque le joueur de troisième but Kevin Youkilis est placé sur la liste des blessés. Middlebrooks fait ses débuts dans le baseball majeur avec les Red Sox de Boston le 2 mai 2012 contre les Athletics d'Oakland à Fenway Park et frappe deux coups sûrs à son premier match, dont son premier en carrière face au lanceur Brandon McCarthy. Il ajoute un double et un but volé au cours de cette première rencontre. Le 6 mai dans un match à Boston contre les Orioles de Baltimore, Middlebrooks frappe le premier coup de circuit de sa carrière : un grand chelem aux dépens du lanceur Tommy Hunter. Le lendemain contre Kansas City, il frappe deux circuits et fait marquer cinq points, pour un total de trois circuits et neuf points produits en deux jours. Constatant les succès de la recrue, le manager des Red Sox Bobby Valentine décide le 23 mai de déplacer son joueur de premier but étoile Adrian Gonzalez au champ extérieur pour positionner Kevin Youkilis, maintenant de retour au jeu, au premier but et garder Middlebrooks dans l'alignement au troisième coussin.
En 75 matchs joués à sa première saison à Boston, Middlebrooks claque 15 coups de circuit, produit 54 points et maintient une moyenne au bâton de ,288 et une moyenne de puissance de ,509.
Il enchaîne cependant deux saisons sous la moyenne, bien qu'en 2013 il démontre encore de la puissance au bâton avec 17 circuits en 94 match joués, et ce malgré une moyenne au bâton de ,227 et une moyenne de puissance qui dégringole à ,425. Middlebrooks remporte avec les Red Sox la Série mondiale 2013 et est impliqué directement dans un événement inédit en grande finale : dans le 3e match, joué le 26 octobre 2013, il est en effet coupable d'interférence contre le coureur Allen Craig des Cardinals de Saint-Louis, un jeu qui met fin au match et donne une victoire aux adversaires des Sox.
En 63 matchs joués pour Boston en 2014, Middlebrooks ne frappe que pour ,191 de moyenne au bâton avec à peine deux circuits.

### Padres de San Diego
Le 19 décembre 2014, Middlebrooks est échangé aux Padres de San Diego contre le receveur Ryan Hanigan.

### Brewers de Milwaukee
Middlebrooks signe un contrat des ligues mineures avec les Brewers de Milwaukee le 15 décembre 2015.